# Albert Roper
Pour les articles homonymes, voir Roper.
Albert Roper, né le 21 avril 1891 à Paris où il est mort le 2 mai 1969, est un aviateur et juriste français, secrétaire général de la Commission internationale de navigation aérienne (CINA) puis de l'Organisation de l'aviation civile internationale (OACI).

## Biographie

### Jeunesse
Albert Jean François Roper naît le 21 avril 1891 dans le 8e arrondissement de Paris du mariage de Jean Roper, jardinier, et de Julie Nicanor, femme de ménage.
La famille habite d'abord à Paris mais déménage souvent au gré des affectations du père : Boulogne-sur-Seine, Fère-en-Tardenois, Bourg-la-Reine, Cachan. Le 21 novembre 1900, Albert Roper et ses parents s'installent à Fresnes, où son père est embauché à la ferme Lebourlier. Après son certificat d'études en 1902, Albert Roper entre au lycée Lakanal. Il obtient son baccalauréat en 1909.

### Première Guerre mondiale
Alors comptable auprès de la Société du cheval de guerre, Albert commence son service militaire en 1912. Il suit les cours d'élève officier de réserve à l'école militaire de Fontainebleau d'où il sort second de sa promotion, avec le grade de sous-lieutenant le 1er avril 1914.
En août 1914, à la déclaration de guerre, il est mobilisé dans son unité, le 19e escadron du train des équipages, et affecté à un dépôt de remonte mobile. Dans les premiers jours du conflit, il est chargé de réquisitionner voitures, chevaux et attelages pour son unité. À sa demande, il est versé dans l'infanterie et rejoint le front dans les Ardennes, le 13 août 1914. D'abord officier de liaison à cheval, Albert est affecté au groupe cycliste du 18e bataillon de chasseurs à pied le 27 mars 1915. Il participe à la bataille de l'Artois, puis en juillet 1916, il est sur le front de la Somme où il dirige un corps franc en tant que sous-lieutenant. Albert Roper reçoit la Croix de guerre avec deux citations pour ces actions dans les tranchées ennemies.
En 1916, Albert demande de nouveau sa mutation, mais cette fois pour l'aviation. Élève pilote à l'école d'Avord dans le Cher, il est cité à l'ordre de l'école pour avoir obtenu le brevet de pilote en 32 jours d'hiver, le 25 janvier 1917. Il est alors choisi comme pilote de chasse. Après un stage de trois semaines à l'école de l'acrobatie de Pau en mars 1917, il est affecté sur le front de Lorraine et rejoint l'escadrille Nieuport 68 en avril de la même année. Après de nombreuses missions de reconnaissance aérienne, Albert obtient sa première victoire homologuée en octobre 1917. Il est alors l'un des premiers à effectuer des missions photographiques sur un avion monoplace et est cité, à ce titre, à l'ordre de l'armée. Le 17 décembre 1917, après moins de sept mois de service dans l'aviation de chasse, il crée l'escadrille Nieuport 159 qui devient peu après la SPA 159 et dont l'emblème, plus tard refusé, sera un poing rouge sur fond blanc nommé « Le poing de Ropert ». Il est promu capitaine et obtient encore deux citations.
Abattu en vol par l'artillerie anti-aérienne allemande le 30 mai 1918 au-dessus de Château-Thierry, son avion s'écrase dans les lignes françaises. Albert Roper est gravement blessé. Paraplégique, il remarche finalement très rapidement et entre en convalescence. Il est nommé chevalier de l'ordre national de la Légion d'honneur le 19 juillet 1918 alors qu'il est encore soigné à l'hôpital de Marseille après celui de Nice.

### Naissance du droit aérien international
Après l’armistice de 1918, pas encore remis de ses blessures, Albert Roper est affecté à la Direction de l'Aéronautique militaire du ministère de la guerre à Paris. Diplômé de droit et ayant une bonne connaissance de l'anglais, il est nommé chef de la section franco-américaine qui est chargée de négocier avec le gouvernement des États-Unis la résiliation des marchés passés par le gouvernement français aux États-Unis et par le gouvernement américain en France pour la fourniture de matériel aéronautique de guerre. Les négociations se terminent par le contrat Parker-Duval du 6 novembre 1919 fixant les indemnités à payer réciproquement par les deux gouvernements pour la résiliation de ces marchés, qui s'élevaient à 400 millions de dollars-or.
Il a alors l'idée, avec son prédécesseur à la tête de la section franco-américaine, Pierre Boulanger, et un adjoint de celui-ci, le lieutenant Istel, et à son initiative, de suggérer le 24 janvier 1919, qu'une commission interalliée de la Conférence de la paix fut chargée de préparer une convention internationale qui poserait les principes fondamentaux devant régir la navigation aérienne civile et assurerait l'unification nécessaire du droit aérien. Jugeant la suggestion intéressante, le président Georges Clemenceau la transmit aux chefs de gouvernement des principales puissances alliées et associées qui l'acceptèrent. Ainsi, une « Commission de l'aéronautique de la Conférence de la Paix » fut constituée et se réunit le 6 mars 191. Albert Roper en est le secrétaire français et le rapporteur. En moins de quatre mois, la commission et ses sous-commissions militaire, technique et juridique, élaborent la Convention portant réglementation de la navigation aérienne, dite Convention de Paris, qui est signée à Paris le 13 octobre 1919.
Le 10 janvier 1920, Albert Roper est appelé par le président Georges Clemenceau au ministère des Affaires étrangères en qualité de conseiller aéronautique et de chef-adjoint de la section militaire, navale et aérienne du service français de la Société des Nations (SDN). Il est au même moment désigné représentant français pour les questions aéronautiques au comité militaire allié de Versailles, présidé par le maréchal Foch et chargé d'assurer l'exécution des clauses militaires, navales et aériennes des traités de paix par des commissions de contrôle en Allemagne, Autriche, Hongrie, Bulgarie et Turquie. À ce titre, il participe auprès du maréchal Foch à la Conférence de paix de Paris (1919), puis à la Conférence de San Remo (1920), à celle de Bruxelles et enfin à la Conférence de Spa (1920). Au même titre, il est envoyé à la Conférence navale de Washington de novembre 1921 à février 1922.
Expert aérien auprès du maréchal Foch, il assiste à la ratification du traité de Versailles.
Une Commission de l'Aéronautique de la Conférence des ambassadeurs est constituée à Paris pour mettre en vigueur la Convention aérienne du 13 octobre 1919. Le capitaine Roper en est le représentant français et le rapporteur (1920-1922).
De 1920 à 1922, Albert Roper est le représentant français et le rapporteur de la Commission de l'Aéronautique de la Conférence des ambassadeurs qui doit mettre en vigueur la Convention aérienne du 12 octobre 1919. Il y présente avec ses collaborateurs un projet qui deviendra la Commission internationale de navigation aérienne (CINA), chargée d'instaurer une coopération mondiale dans le domaine de l'aviation civile en édictant des règles internationales régissant cette activité. Il en est l'unique secrétaire général pendant vingt-cinq ans, devenant un des pionniers du droit aérien international. En qualité de représentant de la CINA dans les conférences internationales auxquelles il participe, il défend les principes de la coopération mondiale en matière d'aviation civile.
Il est reçu docteur en droit de la faculté de Paris en 1930 en soutenant une thèse sur la convention internationale du 13 octobre 1919 portant réglementation de la navigation aérienne dont il fut l'un des principaux investigateurs.
De 1931 à 1939, il édite la Revue Aéronautique Internationale.

### Seconde Guerre mondiale
Le 3 septembre 1939, Albert Roper est mobilisé comme lieutenant-colonel, chef adjoint du 2e bureau de l'état-major au ministère de l'Air. Démobilisé à Bordeaux en juin 1940, il regagne Paris où il doit batailler pour faire reconnaitre le caractère international de la CINA par le ministère de l'Aviation du Reich à Berlin afin que les bureaux, fermés par les forces d'occupation, puissent rouvrir le 1er mars 1941.

### L'OACI
Au lendemain de la Seconde Guerre mondiale, Albert Roper est convié comme consultant à la conférence de Chicago (novembre 1944), organisée par les États-Unis. Cette conférence élabore la Convention de Chicago du 7 décembre 1944 qui institue l'Organisation de l'aviation civile internationale (OACI). En juillet 1945, le gouvernement canadien l'invite à participer aux travaux préparatoires de la première réunion de l'Organisation provisoire de l'Aviation civile internationale (OPACI), convoquée à Montréal le 15 août 1945, un accord intérimaire prévoyant — pour la période précédent l'entrée en vigueur de la convention — une organisation provisoire (OPACI) dont le siège serait à Montréal.
Il est désigné par le Conseil intérimaire, secrétaire général de l'OPACI de 1944 à 1947. À la suite de l'entrée en vigueur de la Convention de Chicago le 4 avril 1947, le Conseil de l'OACI nomme Albert Roper comme secrétaire général à partir du 28 mai 1947. Il continue toutefois à assurer le secrétariat général de la CINA jusqu'à la liquidation de celle-ci le 31 décembre 1947. À l'OACI, il organise de toutes pièces le puissant secrétariat international qui comprend rapidement près d'un demi millier d'employés et dispose d'un important budget. Atteint par la limite d'âge, il prend sa retraite le 31 décembre 1951.
De 1954 à décembre 1968, il est conseiller international auprès du président de la Compagnie générale de la télégraphie sans fil (CSF).
Albert Roper meurt à Paris le 2 mai 1969 ; il est inhumé au cimetière de Fresnes dans le Val-de-Marne.
Ses mémoires, écrites à l'intention de ses proches et portant sur la période 1891-1939, ont été complétées par son fils Claude. Elles sont publiées en 2004 sous le titre Un homme et des ailes.
Il fut président de l'association des amis et anciens élèves du Lycée Lakanal de 1931 à 1969.
Il fut maître de conférence dans plusieurs organisations, en France et à l'étranger, dont l'École nationale de la France d'outre-mer, et fut professeur de Droit aérien à l'École supérieure de l'aéronautique et de la haute technologie (Paris) de 1934 à 1946.

## Décorations

### France
- Commandeur de la Légion d'honneur (décret du 29 avril 1959) ; officier (décret du 28 août 1925) ; chevalier (décret du 29 septembre 1918)[6]
- Croix de guerre 1914–1918, palme d'argent, 5 citations à l'ordre de l'armée (1918)
- Médaille de l'Aéronautique (1945)
- Médaille de la Ville de Paris, échelon argent (1962)

### Étranger
- Ordre de l'Empire britannique à titre militaire, commandeur (1919)
- Officier de l'ordre Polonia Restituta (1920)
- Commandeur de l'ordre du Sauveur (1926)
- Officier de l'ordre de la Couronne (1926)
- Officier de l'ordre du Trésor sacré (1926)
- Commandeur de 1re classe de l'ordre du Dannebrog (1931)
- Commandeur de l'ordre de Vasa (1932)
- Commandeur de l'ordre national du Niger (1932)
- Commandeur de l'ordre de Léopold II
- Commandeur de l'ordre du Lion blanc
- Commandeur de l'ordre de Saint-Alexandre
- Commandeur de l'ordre d'Orange-Nassau
- Commandeur de l'ordre du Soleil
- Commandeur de l'ordre de Francisco de Miranda
- Officier de l'ordre de la Couronne d'Italie

## Hommages

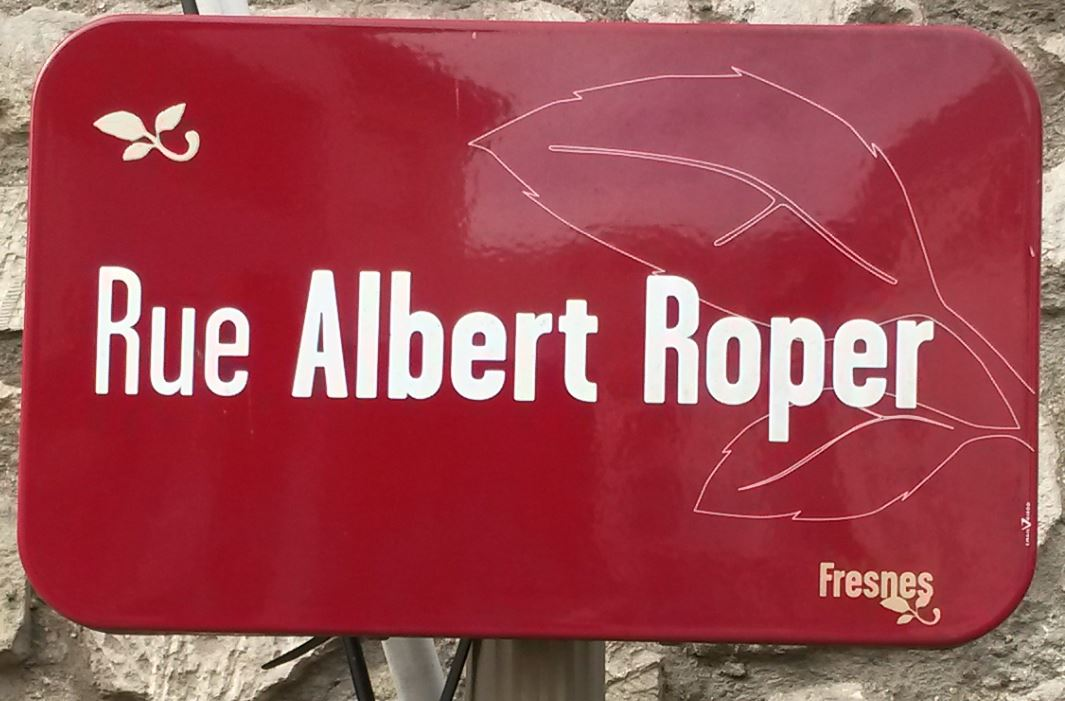
Plaque de la rue Albert Roper à Fresnes (94).

À Fresnes, l'impasse des Sentiers où vécurent Albert et ses parents a été rénovée, agrandie ; elle est devenue une voie importante de circulation et a été renommée « rue Albert Roper » par le conseil municipal le 21 décembre 1988.
Il est inscrit sur la mur de granit de l'Aviation Française du Centre Mondial du Souvenir à Felicity City, Californie, 92283 - 7777, USA.
L'ONU reconnut que son travail incessant en matière de réglementation aérienne fut un facteur déterminant de l'évolution rapide de l'aviation dans le monde et lui donne le nom de A man and Wings ("Un homme avec des ailes").